# 命名日
命名日是和本人同名的圣徒纪念日。主要在一些天主教、东正教国家庆祝，比如希腊。

## 历史
对命名日的庆祝是基督教国家从中世纪就有的一项传统。命名日源于基督教会对圣徒和受难者举行纪念的节日。现在不同的国家有不同的命名日体系。

## 不同国家的命名日

### 希腊
在希腊, 克里特, 塞浦路斯, 人们往往共同庆祝命名日，而不是每个人的生日 。
东正教会依据《圣经》，把一年中的每一天都联系着特定的某一位或几位圣徒。如果某人以某位圣徒命名，在他的命名日，所有有着相同名字的人将举行庆祝活动，他们会得到礼物，还有精美的食品和点心。

### 捷克
現在捷克並沒有強制使用命名日來為新生兒命名的法律規定,換言之,現階段大多數捷克人除了正規出生日的慶生外另外還有命名日的慶生,一般大都市也曾舉辦大型命名日活動。